# Paróka

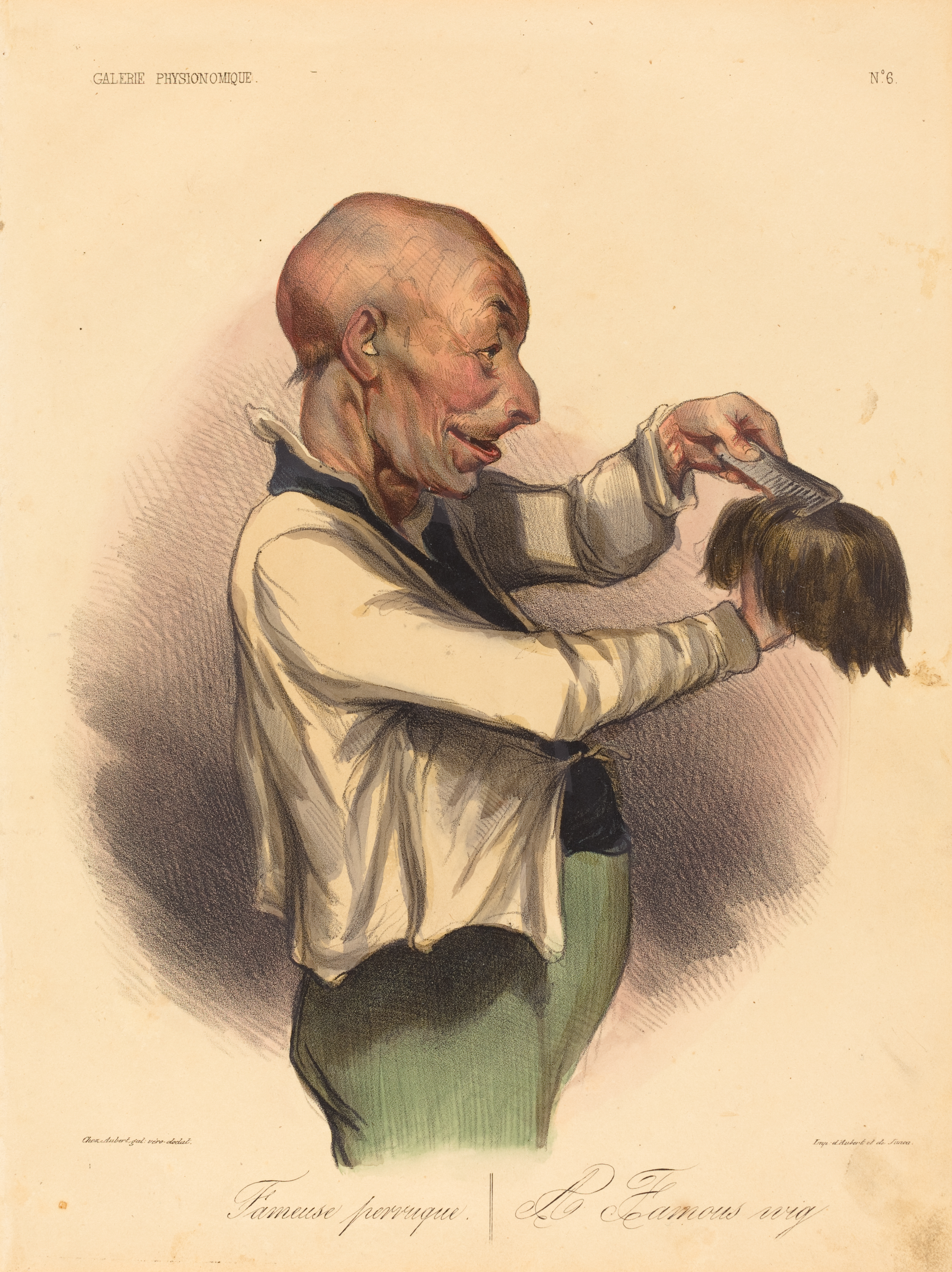
A híres paróka - Honoré Daumier karikatúrája,1836

A paróka  (vagy vendéghaj), a fej formáját követő, azt sapka alakúan beborító álhajzat. Emberi hajból vagy szőrből, pamutból, selyemből stb. készítik. A kopaszság elrejtésére, a bonyolult hajviselet megtartására, vagy a más hajszín érdekében már az ókorban készítettek parókát.

### Története
Az ókori Egyiptomban, ahol  társadalmi rangjelzésre használták, széles körben elterjedt. Az asszírok, médek, perzsák is ismerték. A rómaiak a germán hajat kedvelték, különösen, ha szőke volt. A 16. századtól újra elterjedt a nemesek és a gazdagok körében Legvirágzóbb ideje a 17. században volt, amikor XIV. Lajos udvarában a természetes hajat utánzó allonge-paróka jött divatba. A rokokó idején a fehérre rizsporozott paróka vált udvari viseletté. Az egyház eleinte elítélte ezt a viseletet, később azonban elfogadta, sőt, külön formát alakított ki. A 18. század végén fonatban végződő parókát viseltek, még a katonaság is (copf). A 19. század folyamán már csak kopasz emberek használtak parókát hajhiányuk elrejtésére.

### Gondozása
A parókát másként kell gondozni, mint a saját hajat. Meleg időben 6-8, hidegben 10-12 viselés után szorul mosásra. A mosáshoz elég egy lavór vízhez egy kupak parókasampon. A fésüléshez ritka fogú fésűt használnak. A saját hajjal ellentétben, nem célszerű nedvesen fésülni. A formázásban kerülendők a forró eszközök, különösen szintetikus haj esetén. Kerülendők továbbá a hajhabok és a sima hajzselé, a haj- és a textilfestékek.
A tárolásnál fontos, hogy a paróka jól szellőzzön, és hogy megőrizze alakját. Hőforrástól távol, eredeti csomagolásában, a hozzá kapott hajhálóban egy külön dobozban, kendővel letakarva parókaállványon vagy babafejen tartandó.
Felöltése előtt a saját hajat a fejhez kell rögzíteni. Felöltés után a parókát is rögzíteni kell, nehogy leessen egy váratlan mozdulat hatására.
A ragasztásos hajhosszabbítás néven ismert eljárás lényege, hogy  a természetes, eredeti hajból készült póthaj szálanként egy vékony szilikon lapocskába van beforrasztva; a ragasztót egy szilikoncsíkra teszik.